# Jamón

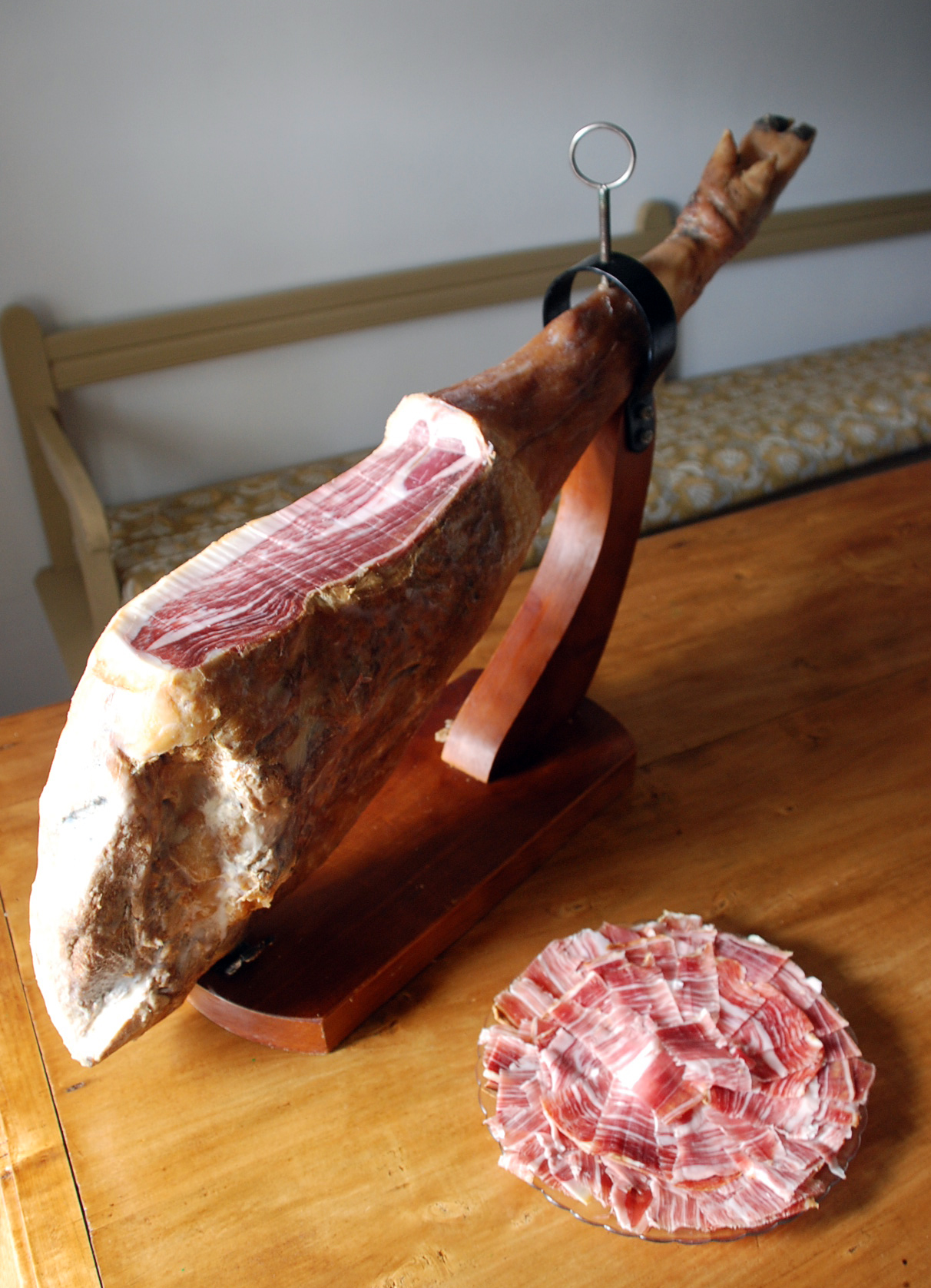
Đùi lợn muối Jamón của Tây Ban Nha

Jamón hay còn gọi là đùi lợn muối là một loại giăm bông (thịt nguội sấy khô) được sản xuất ở Tây Ban Nha. Đây là một trong những món ăn được công nhận toàn cầu của nền ẩm thực Tây Ban Nha (cùng với các món ăn khác như Gazpacho và Paella). Nó cũng thường xuyên là một thành phần của món Tapas. Jamón là từ tiếng Tây Ban Nha có nghĩa là giăm bông (nghĩa đen là phần chân sau). Do đó, các sản phẩm giăm bông khác được sản xuất hoặc tiêu thụ ở các nước nói tiếng Tây Ban Nha cũng có thể được gọi bằng tên này.  Hầu hết món jamón thường được gọi là Jamón serrano ở Tây Ban Nha. Trong số món đùi lợn muối, có món ăn trứ danh là Jamón Ibérico (nguyên liệu thịt từ giống lợn đen Iberia) là một loại hàng xa xỉ ẩm thực cao cấp với dòng sản phẩm phiên bản giới hạn có giá thành đắt đỏ.

## Từ nguyên
Ở Tây Ban Nha, đùi lợn muối gọi là Jamón (phát âm tiếng Tây Ban Nha: [xaˈmon], số nhiều: Jamones) là từ trong tiếng Tây Ban Nha chỉ món giăm bông hay là thịt nguội (ham), đây là món ăn truyền thống rất được người Tây Ban Nha ưa chuộng. Món này là cái đùi heo được vùi kín trong muối (1 kg trọng lượng/ngày) rồi móc ra treo lên cao lủng lẳng cho tự khô dần. Trong nhiệt độ ổn định khoảng 20C và độ ẩm khá thấp thì đùi lợn này để hàng vài năm cũng không thối hỏng (hoàn toàn không cần chất bảo quản). Ở Tây Ban Nha thì Jambon bán khắp chợ cùng quê, nó rất được ưa chuộng làm các món từ nấu súp, làm bánh kẹp, xalad. Thông thường, đùi lợn muối có hai loại phổ biến là Jamón serrano và Jamón Ibérico. Trong đó, jamón serrano được làm từ lợn trắng phổ thông còn Jamón Ibérico mới chính là loại đắt tiền vì được làm từ giống lợn đen Iberia quý hiếm ở vùng bán đảo Iberia. Món ăn này bắt nguồn từ vùng núi phía Nam Tây Ban Nha, và dần trở thành món ăn đặc sản được yêu thích không chỉ tại Tây Ban Nhà mà tại nhiều người trên thế giới. Những chiếc đùi lợn muối mốc meo ở bên ngoài, nhưng bên trong là phần thịt đỏ au đẹp mắt và hương vị hấp dẫn. Người Tây Ban Nha tiêu thụ khoảng 160.000 tấn thịt giăm bông mỗi năm, và phần còn lại của thế giới cũng ăn theo, khiến thị phần xuất khẩu món giăm bông tăng cao.

## Nguyên liệu

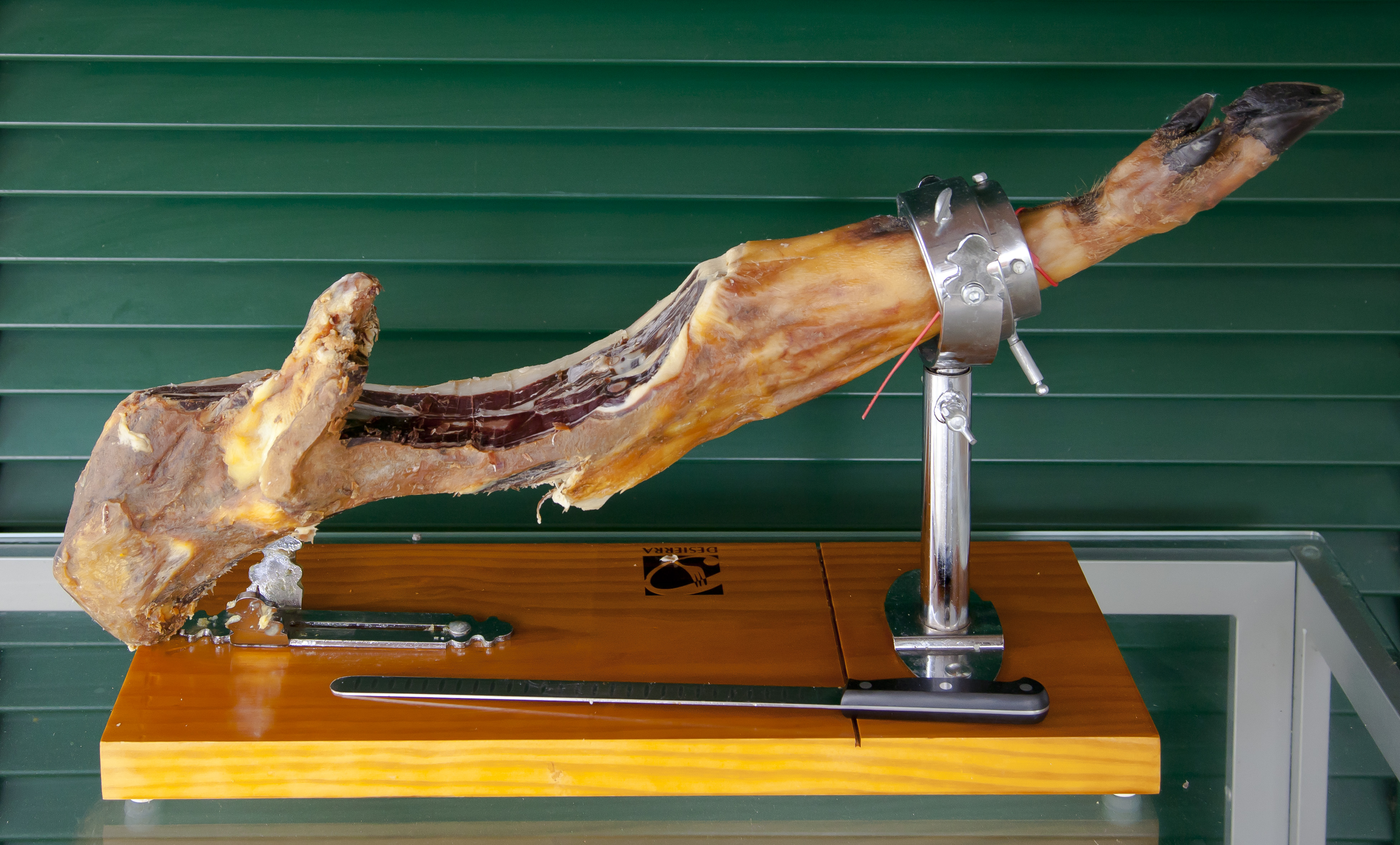
Món đùi lợn muối

Lợn trắng nuôi công nghiệp ăn cám tổng hợp đầy hócmôn tăng trọng nên lớn nhanh thì cho ra đùi heo rẻ nhất gọi là Serrano, khoảng 5 € kg trở lên. Loại lợn đen Ibérico cho thịt ngon, nuôi chậm lớn giá thành cao. Có hai loại Iberica là con khoang khoang (là con lợn rừng lai), con đen tuyền, còn gọi là Pata negra (chân đen) thịt đắt nhất trong các loại. Giá thành đùi heo được quyết định chủ yếu bởi giống má có thuần chủng hay không. Nếu ta thấy cái mác treo lủng lẳng trên cổ chân có ghi "Jamón Ibérico" thì ít nhất là có 50% giống đen. Nếu nuôi kiểu công nghiệp ăn cám tổng hợp thì sẽ ra cái đùi đeo mác màu trắng "jamón ibérico de cebo". Các giống thuần chủng hơn 50% người ta hay tiếc không nuôi kiểu công nghiệp này. Nếu có mác nhãn "Jamón ibérico de cebo de campo" nghĩa là heo giai đoạn cuối đã được cho ăn thức ăn tự nhiên như lúa mì, ngô làm nó chậm lớn lại nhưng thịt chắc và ngon hơn. Khi đùi heo móng đen mà treo cái mác đỏ "Jamón ibérico de bellota" thì có nghĩa là có 75% dòng máu Ibérico ưu tú và lại còn được một giai đoạn chăn thả tự nhiên ngoài rừng sồi để heo nhá quả sồi và gặm cỏ.

## Cách chế biến

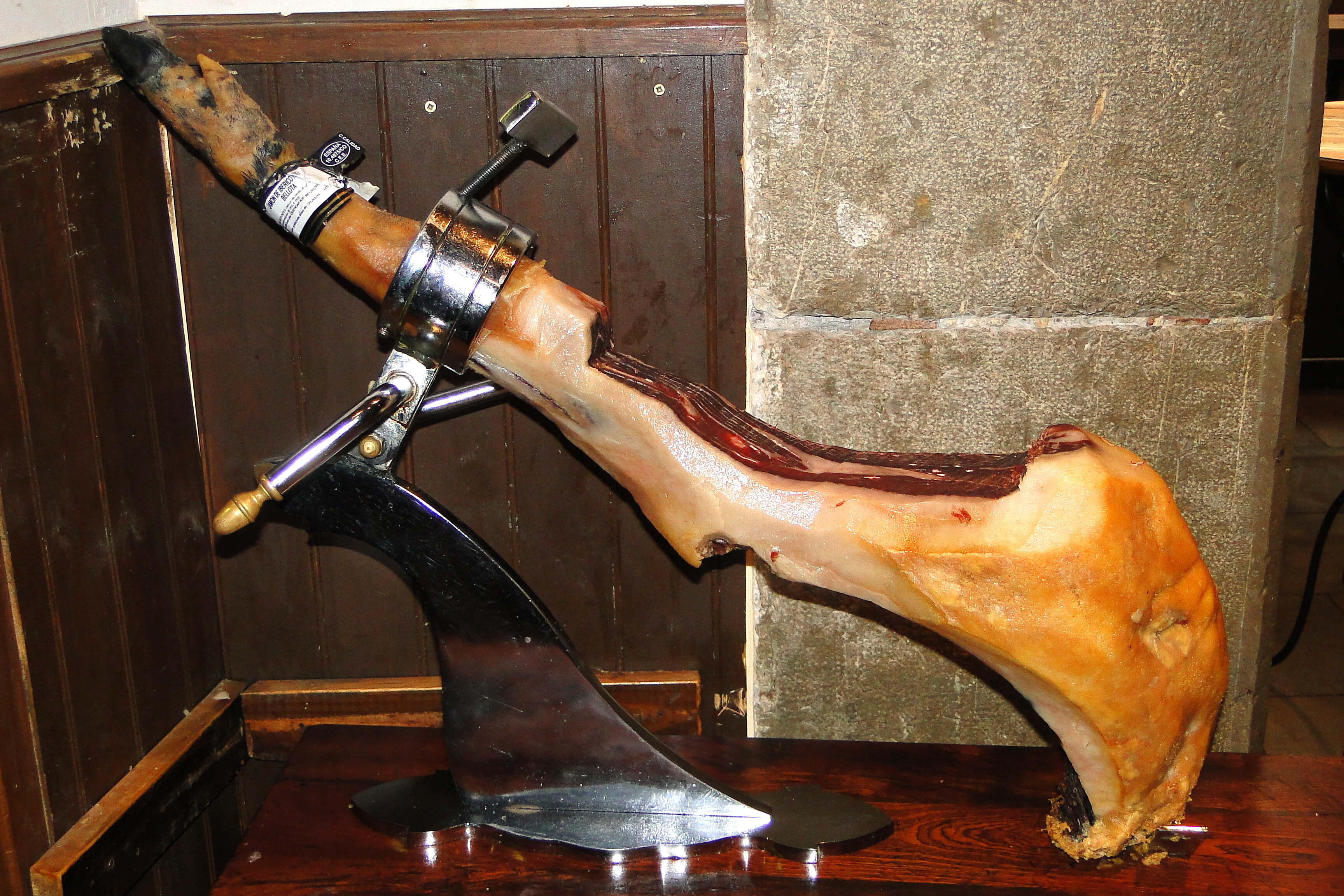
Một chiếc đùi lợn muối

Nhà thơ người La Mã có tên Martial vào thế kỷ thứ Nhất sau Công nguyên từng viết về bữa tối với thịt giăm bông ở nơi mà ngày nay là Tây Ban Nha. Kể từ đó, ở rất nhiều vùng nông thôn của nước này, lễ mổ thịt heo từ lâu đã là lý do để mọi người ăn mừng, và phần đùi sau của heo sẽ được ướp muối và để khô và ăn sau, với tên gọi là món jamón-nghĩa là giăm bông. Đến ngày nay, giăm bông là phần không thể thiếu của văn hoá ẩm thực của Tây Ban Nha. Do điều kiện sinh sống, người ta đã nghĩ ra cách muối thịt lợn để dự trữ thức ăn, từ đó tạo tác thành món ăn đặc sản. Ở mùa có nhiều cỏ, điều kiện thuận lợi người ta sẽ chăn nuôi và chế biến hết số thịt mà họ có, để dành cho mùa đông và khi đó, cách bảo quản món ăn là ướp muối. Bằng cách cho muối vào thịt để muối hút hết lượng nước dôi dư, giúp cho những thớ thịt được khô ráo và cũng giúp sát khuẩn. Đùi lợn sẽ được ướp muối và để trong vài tuần, sau đó được mang đi rửa trôi muối còn bám vào và bắt đầu treo chúng vào trong những chiếc hầm đá.
Nhờ độ lạnh ở trong hầm mà những chiếc đùi lợn không bị hư và bắt đầu lên men, những chiếc đùi lợn trong thời gian trên 1 năm hoặc lâu hơn nữa để chúng có thể lên mốc hoàn hảo. Sau khi đã được treo qua bốn mùa, món đùi lợn Jamón Serrano sẽ được dùng để thưởng thức. Món thịt để càng lâu thì các lợi khuẩn sẽ làm việc trên món thịt càng hiệu quả, và sâu hơn nên hương vị món ăn sẽ trở nên đậm đà và hấp dẫn. Món Jamón ngon nhất ở Tây Ban Nha chính là món jamón Ibérico de Bellota, đây là loại Jamón được làm từ thịt lợn đen của vùng Tây Nam Tây Ban Nha, lợn chủ yếu ăn quả thông, quả sồi và các loại rau củ nên thịt ngon và làm Jamón cũng cho ra chất lượng tuyệt hảo nhất. Jambon ngon hay không còn rất quan trọng ở cách thái/cắt và trình bày. Ở Tây Ban Nha nghề cắt/thái đùi heo đã nâng lên hàng nghệ thuật. Phải biết cắt thật mỏng, đúng chiều và đều tay và phải cắt bằng tay không dùng máy, và phải có dụng cụ chuyên dùng, gọi bằng "jamonero" (bàn/dao cắt jambon). người ta trình bày nó rất thanh nhã bằng những lát mỏng dính xếp lên đĩa, nhất nhất kèm theo món phụ gì đó như chút ô liu, trái cây, phomai món dưa lưới được ưa chuộng vì nó mọng nước lại dịu. Mục đích các đồ kèm này là để thay đổi vị giác cho người ăn thấy vị jambon béo ngọt mà không ngán nên jambon trở nên nổi tiếng. 